# Gruppo piramidale
Il gruppo piramidale è composto da società controllate a cascata, ogni società fa ricorso all'indebitamento per costituire una nuova società controllata dalla prima costituita (capogruppo).
L'azionista conferendo una quota di capitale di rischio insieme ad altri soggetti o indebitandosi, costituisce una prima società di cui deterrà il controllo perché azionista di maggioranza. Di seguito il controllante della società capogruppo, con la quota di capitale della stessa, costituirà una nuova società, ricorrendo nuovamente all'indebitamento o al coinvolgimento di altri soggetti che conferiranno una quota di capitale tale da lasciare comunque il controllo all'azionista.

## I gruppi di società
Un'autorevole dottrina afferma che "una medesima impresa può articolarsi in una pluralità di società: una società, detta holding, ha per oggetto la gestione delle proprie partecipazioni di controllo in altre società; queste, a loro volta, hanno per oggetto attività di produzione o scambio. La società holding compone, insieme alle società da essa controllate, un unitario gruppo di società".
Alla holding ex art. 2497 c.c. spetta la direzione ed il coordinamento delle società del gruppo, le quali traducono le direttive della holding mediante atti propri imputabili esclusivamente alla propria persona (giuridica); a prescindere dai problemi legati alla possibilità di costituire una società con l'unico scopo volto alla gestione di partecipazioni sociali (questione comunque risolta in modo positivo), il nucleo del discorso risiede proprio nel rapporto sussistente tra la holding e le controllate.
Ai sensi dell'art. 2497-sexies c.c. si presume salvo prova contraria che l'attività di direzione e coordinamento di società sia esercitata dalla società o ente tenuto al consolidamento dei loro bilanci o che comunque le controlla ai sensi dell'articolo 2359 c.c.
Cass. n 3150/1976 ai fini della decisione del caso specifico sostiene che l'attività esercitata da una controllata non sia altro che uno strumento, per la controllante, di realizzazione del proprio oggetto sociale che verrebbe così a compimento in modo mediato tramite il reticolo del gruppo di società. Questo sarebbe deducibile anche dal fatto che l'art.2361, II comma, permette l'acquisto di partecipazioni altre società solo fino al punto in cui per la misura e per l'oggetto della partecipazione non risulta sostanzialmente modificato l'oggetto sociale determinato dallo statuto, così da rendere fortemente incentivata invece l'assunzione illimitata di partecipazioni di controllo in imprese che svolgono un'attività compatibile con quella dello statuto della controllante. Quasi a dire: sarebbe auspicabile che le partecipazioni di controllo in altre imprese fossero "funzionali" al raggiungimento dello scopo sociale, altrimenti le stesse dovrebbero essere di scarsa entità. (e questa può essere anche una spiegazione per la quale molte volte le società preferiscono acquisire il controllo di altre società utilizzando canali differenti accompagnati da piccole partecipazioni, così da evitare problemi di compatibilità statutaria.
Anche l'art. 2358, III comma, esenta dall'applicazione dei commi precedenti quelle operazioni volte a sviluppare l'azionariato dei lavoratori, non solo della singola impresa ma del gruppo nel suo complesso, facendo in tal modo coincidere l'interesse dell'impresa controllata con quello dell'impresa controllante.
Il fatto che l'art. 2082 non indichi la possibilità di esercitare l'impresa in modo mediato ed indiretto non smentisce nulla, dal momento che tale norma è inserita in un preciso sistema legislativo nel quale coabitano anche i, rinnovati, art. 2497-2497 sexies, alla luce dei quali il più "anziano" art. 2082 deve subire un qualche adattamento sistemico dal punto di vista interpretativo; stessa cosa potrebbe dirsi con riferimento all'art. 2247 c.c. nel quale dovrebbe leggersi, tra le righe, "esercizio in comune, anche mediato ed indiretto, di un'attività economica".
Le società che esercitano controllo su altre società ai sensi dell'art. 2359 c.c., dunque, si presume esercitino un'attività economica mediata ed indiretta attraverso l'esercizio del controllo stesso e, quindi, mediante una direzione e coordinamento delle società controllate.
L'art. 2428 dal canto suo richiede a bilancio una relazione sull'andamento della gestione anche con riferimento alle società controllate, presupponendo -dalla terminologia utilizzata nella disposizione- proprio che la partecipazione in un'altra società sia un tramite per raggiungere il proprio scopo sociale. E se il problema era quello di non riuscire concettualmente a suddividere l'attività economica di impresa in più fasi scomponibili e distribuibili tra più società, un'importante indicazione è arrivata dall'art. 2602 c.c. in tema di consorzi, norma che stabilisce -seppur a fini specifici- la separabilità concettuale, dal punto di vista giuridico si intende, dell'attività di impresa in "determinate fasi".
La holding, in sostanza, non sarebbe impresa solo per il fatto di esercitare una piccola parte di una più ampia attività economica, ma lo sarebbe per l'esercizio proprio in forma mediata anche di tutte le altre fasi. "Del pari ogni società del gruppo è imprenditore: essa è tale per il fatto di svolgere direttamente una fase dell'attività imprenditoriale, essendo le altre fasi da essa indirettamente svolte, ossia svolte dalla controllante o dalla controllata o da altre controllate del medesimo gruppo". 
Lo svolgimento mediato di altre attività oltre quella direttamente esercitata sarebbe quindi limitato dal solo rispetto dei limiti posti dall'oggetto sociale, mentre l'acquisizione di partecipazioni in società che svolgono attività differente da quella stabilita nell'atto costitutivo sarebbe possibile in misura modesta e solo a condizione che la partecipante svolga già da sé un'attività economica di impresa e non soltanto una sua fase, dal momento che le partecipazioni assunte avrebbero soltanto carattere finanziario e non sarebbero specchio di un esercizio in forma mediata di un'attività di impresa.

### I gruppi piramidali italiani
Per finanziare nuovi business senza perdere il controllo, le famiglie italiane hanno fatto storicamente ricorso a diversi strumenti legali:

### Creazione di società controllate a cascata
Gruppi di grandi dimensioni (holding/subholding/operative);
Possibilità di separare la proprietà ed il controllo, ma si realizza una sostituzione del potere del management con quello del controllore ultimo (modello diverso dalla public company);

### Quotazione di molte imprese del medesimo gruppo
- presenza di molte società di partecipazione quotate;
- obiettivi della quotazione:
- far partecipare altri soci al finanziamento delle attività economiche governante dal gruppo;
- apportare risorse finanziarie fresche alla famiglia proprietaria;
- fronteggiare più agevolmente crisi finanziarie mediante incrementi di capitale delle società più “performanti”.

### Emissione di azioni prive del diritto di voto
La ratio è mantenere il controllo limitando il numero di soggetti titolati a partecipare al governo economico ma d'altra parte si evidenzia la necessità di corrispondere dividendi più elevati e il valore di mercato sarà contenuto.

### Ricorso all'indebitamento
Si realizza per motivi economici (sfruttare il meccanismo di leva finanziaria) e fiscali (gli utili sono tassati, gli interessi sono deducibili) ma questo trasforma i gruppi piramidali in strutture finanziarie molto fragili con problemi di liquidità.

### Partecipazioni azionarie reciproche tra gruppi
Gli obiettivi sono investimenti di portafoglio e stabilizzazione; un ruolo di regia svolto da una banca d'affari nel creare accordi tra i vari gruppi.